# 韦达环形山
韦达环形山(Vieta)是月球正面西北部一座古老的大型撞击坑，形成于酒海纪代，其名称取自16世纪法国最有影响的数学家之一，代数符号的创始人弗朗索瓦·韦达(1540年–1603年)，
1935年被国际天文联合会正式批准接受。

## 描述
该陨坑西北毗邻比尔吉环形山、西北偏北坐落着亨利兄弟陨石坑、北面是亨利陨石坑、东北偏北为卡文迪什环形山、德·加斯帕里斯陨石坑位于它的东北；韦达环形山东面接近傅立叶环形山、而东南则是较小的拉克鲁克斯陨石坑 。该陨坑的中心月面坐标为29°19′S 56°32′W / 29.31°S 56.53°W，直径87.2公里，深度0.93公里。
陨坑外观呈多边形状，磨损度中等，环四壁坐落着许多小撞击坑，并间杂着一些裂口和山谷。不规则的内侧坡较宽阔而平坦，部分延伸至坑内，内壁带有明显的阶地结构痕迹。陨坑侧壁较周边地形高出1400米，其中：东侧壁最高点与坑底落差3350米，而北侧壁峰顶更是高出底表面4300米，坑内容积约为7200公里³。韦达环形山内地表相对平整，南部地区略微隆起，北部分布有一条包含了卫星坑"韦达 G"、"韦达 H"和"韦达 J"的西南-东北走向链坑，另外，还有一座较醒目的中央峰。

## 卫星陨石坑
按照惯例，最靠近韦达环形山的卫星坑在月图上以字母标注在该坑中心点的旁边。

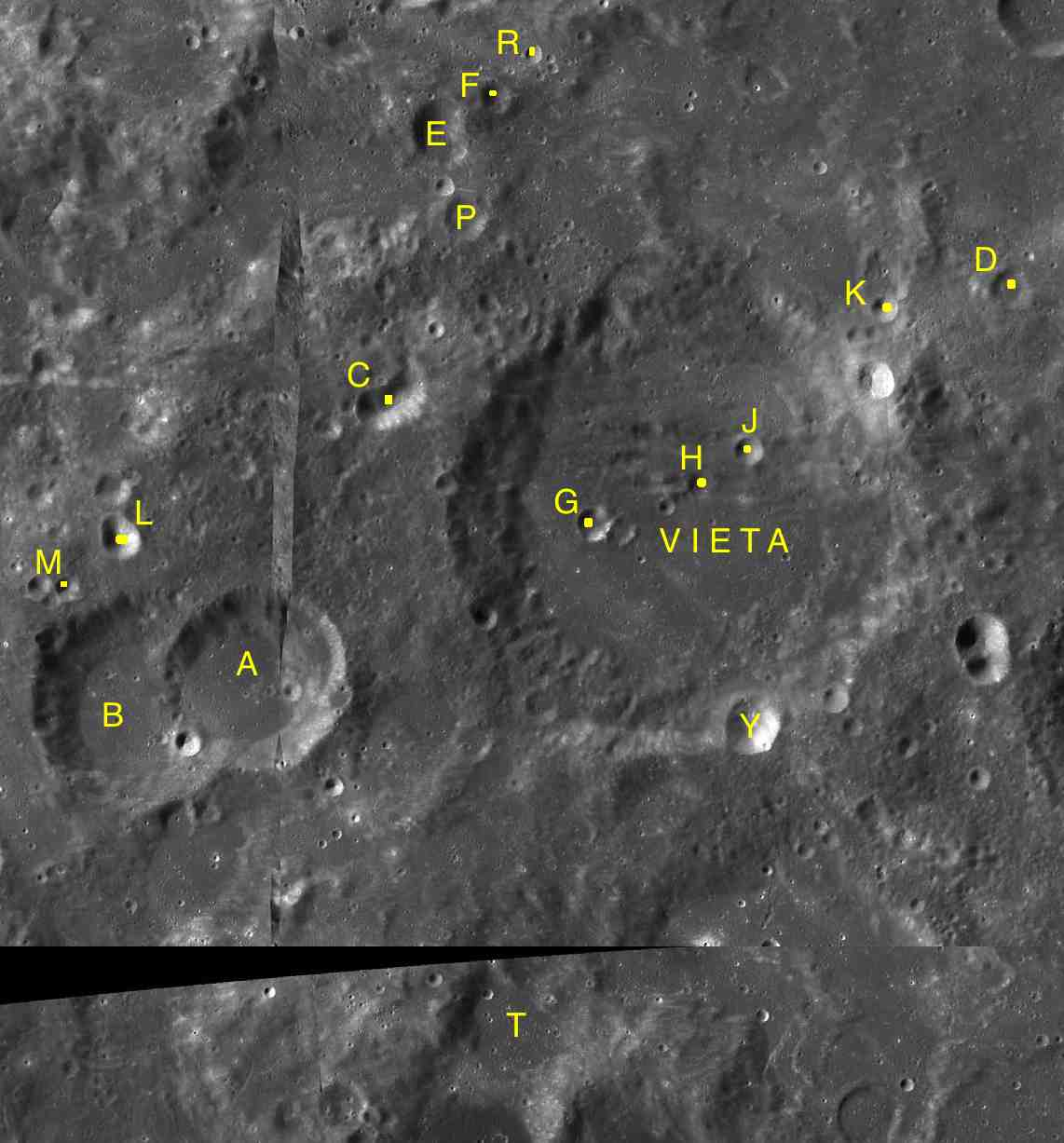
LAC-92, LAC-110 拼接图.

| 韦达 | 纬度    | 经度    | 直径    |
| ---- | ------- | ------- | ------- |
| A    | 30.3° S | 59.3° W | 34 公里 |
| B    | 30.5° S | 60.2° W | 40 公里 |
| C    | 28.7° S | 58.4° W | 12 公里 |
| D    | 27.8° S | 54.2° W | 8 公里  |
| E    | 27.0° S | 58.1° W | 11 公里 |
| F    | 26.8° S | 57.7° W | 6 公里  |
| G    | 29.4° S | 57.0° W | 6 公里  |
| H    | 29.1° S | 56.2° W | 5 公里  |
| J    | 28.9° S | 55.9° W | 6 公里  |
| K    | 28.0° S | 55.0° W | 5 公里  |
| L    | 29.5° S | 60.2° W | 8 公里  |
| M    | 29.8° S | 60.6° W | 5 公里  |
| P    | 27.5° S | 57.9° W | 8 公里  |
| R    | 26.6° S | 57.5° W | 3 公里  |
| T    | 32.4° S | 57.8° W | 28 公里 |
| Y    | 30.5° S | 55.8° W | 11 公里 |